# 小行星4614
小行星4614（英語：4614 Masamura）是一颗围绕太阳公转的小行星。1990年8月21日，水野義兼、古田俊正在可儿市发现了此天体。
这颗小行星的绝对星等为142.8714650052834等。